# パルケント
パルケント (ラテン文字:Parkent、ウズベク語: Parkent / Паркент、ロシア語: Паркент) はウズベキスタン・タシュケント州の都市である。1984年に都市として設立された。州都のタシュケントからは東に約30kmの位置にある。2012年の人口は40,615人となっている。街の主な産業は織物産業、食品産業などである。